# オメガハートロック
オメガハートロック（英:Omega Heart Rock、2011年2月15日 - 2018年4月30日）は、日本の競走馬、繁殖牝馬。主な勝ち鞍は2014年のフェアリーステークス（GIII）。
馬名の由来は、冠名に「強い心」。

## 経歴

### デビュー前
1995年の新潟大賞典、新潟記念（ともにGIII）を勝利したアイリッシュダンスの6番仔として生まれたオメガアイランドは、競走馬として4戦未勝利という成績で、繁殖牝馬となる。初年度から初仔となる牝馬（父:フジキセキ）を出産する。その後も生産を続け、3年目に誕生したアグネスタキオン産駒オメガハートランドは、後に2012年のフラワーカップ（GIII）を勝利する。5年目には初めてネオユニヴァースを種付け。2011年2月15日、社台ファームにて牝馬（後のオメガハートロック）が誕生する。
育成調教を行った社台ファームの担当者によると、姉（オメガハートランド）と比べて、幼少期から体が安定しており、調教を進めやすかったという。母、姉と同じ原禮子が所有し、美浦トレーニングセンターの堀宣行厩舎に入厩する。

### 競走馬時代
2013年11月3日、東京競馬場の新馬戦（芝1600メートル）に単勝オッズ2.8倍の1番人気の支持を受けてデビュー。戸崎圭太に導かれ、後方に4分の3馬身差をつけて勝利。新馬戦勝利を果たした。
3歳となった初戦は、2014年1月13日のフェアリーステークス（GIII）を選択。単勝オッズ4.4倍の1番人気に推されて重賞初出走となった。スローペースの中、中団待機から最後の直線に入り、馬場の外目から追い込んだ。逃げ粘るリラヴァティをゴール寸前でかわして、クビ差先着し勝利。連勝で重賞初制覇となった。戸崎は、「改めて素質の高さを感じたし、もう少し距離が延びても大丈夫だと思います」と評価した。続いて、春のクラシック競走初戦の桜花賞を見送り、優駿牝馬（オークス）のトライアル競走であるフローラステークス（GII）の出走を予定していた。しかし、両橈側手根骨々折を発症し、半年の休養を余儀なくされたため、春は全休となった。
復帰は3歳牝馬の三冠競走の最終戦である秋華賞（GI）で、フランシス・ベリーに乗り替わって出走。単勝11番人気という評価でGI初出走を果たし、11着に敗れた。その後、エリザベス女王杯（GI）で古馬と初顔合わせとなり、ブービー賞17着となる。その後、古馬となり福島牝馬ステークス（GIII）では最下位の16着となるなど、賞金を加算できないことから、1600万円以下に降級するものの2桁着順が目立った。2016年2月12日付でJRAの競走馬登録を抹消し、引退。生まれ故郷である北海道千歳市の社台ファームで繁殖牝馬となる。

## 競走成績
以下の内容は、netkeiba.comの情報に基づく。
| 競走日     | 競馬場 | 競走名           | 格   | 距離（馬場）  | 頭 数 | 枠 番 | 馬 番 | オッズ （人気） | 着順 | タイム （上がり3F） | 着差 | 騎手      | 斤量 [kg] | 1着馬（2着馬）       | 馬体重 [kg] |
| ---------- | ------ | ---------------- | ---- | ------------- | ----- | ----- | ----- | --------------- | ---- | ------------------- | ---- | --------- | --------- | -------------------- | ----------- |
| 2013.11.03 | 東京   | 2歳新馬          |      | 芝1600m（良） | 18    | 3     | 6     | 002.80（1人）   | 01着 | 01:36.0（33.9）     | -0.1 | 0戸崎圭太 | 54        | （ヴェルジョワーズ） | 460         |
| 2014.01.13 | 中山   | フェアリーS      | GIII | 芝1600m（良） | 16    | 4     | 7     | 004.40（1人）   | 01着 | 01:36.3（35.4）     | -0.0 | 0戸崎圭太 | 54        | （ニシノアカツキ）   | 456         |
| 0000.10.19 | 京都   | 秋華賞           | GI   | 芝2000m（良） | 17    | 8     | 16    | 058.6（11人）   | 11着 | 01:58.8（35.2）     | -1.8 | 0F.ベリー | 55        | ショウナンパンドラ   | 460         |
| 0000.11.16 | 京都   | エリザベス女王杯 | GI   | 芝2200m（良） | 18    | 2     | 4     | 143.8（17人）   | 17着 | 02:14.1（34.4）     | -1.8 | 0小牧太   | 54        | ラキシス             | 452         |
| 2015.03.15 | 中山   | 中山牝馬S        | GIII | 芝1800m（良） | 14    | 8     | 14    | 019.50（7人）   | 08着 | 01:48.3（35.6）     | -0.8 | 0丸田恭介 | 53        | バウンスシャッセ     | 464         |
| 0000.04.25 | 福島   | 福島牝馬S        | GIII | 芝1800m（良） | 16    | 4     | 7     | 022.2（11人）   | 16着 | 01:47.6（36.2）     | -1.6 | 0石橋脩   | 54        | スイートサルサ       | 454         |
| 0000.08.29 | 札幌   | WASJ第2戦        | 16下 | 芝2000m（良） | 14    | 8     | 13    | 035.8（11人）   | 09着 | 02:01.6（37.1）     | -1.1 | 0藤田弘治 | 56        | ジャングルクルーズ   | 466         |
| 0000.12.06 | 中山   | 市川S            | 16下 | 芝1600m（良） | 15    | 7     | 13    | 044.5（11人）   | 14着 | 01:34.9（34.6）     | -1.1 | 0田辺裕信 | 55        | ダイワリベラル       | 472         |
| 2016.02.06 | 東京   | 初音S            | 16下 | 芝1800m（良） | 14    | 6     | 9     | 169.2（13人）   | 12着 | 01:47.6（34.4）     | -1.8 | 0F.ベリー | 55        | シャルール           | 470         |

## 繁殖成績
競走馬登録を抹消し引退した後、北海道千歳市の社台ファームにて繁殖牝馬となった。初年度はノヴェリストが交配され、2017年3月2日に初仔となる牡馬を出産した。
2018年4月30日、死亡。
|   | 馬名               | 生年   | 性 | 毛色   | 父                 | 厩舎                                           | 馬主             | 戦績            | 出典   |
| - | ------------------ | ------ | -- | ------ | ------------------ | ---------------------------------------------- | ---------------- | --------------- | ------ |
| 1 | オメガエリタージュ | 2017年 | 騸 | 青鹿毛 | ノヴェリスト       | 美浦・斎藤誠 →栗東・辻野泰之 →名古屋・安部幸夫 | 原禮子 →酒井孝敏 | 38戦3勝（現役） | [ 18 ] |
| 2 | フローズンカクテル | 2018年 | 牝 | 栗毛   | スクリーンヒーロー | 美浦・小手川準                                 | 吉田千津         | 12戦1勝（引退） | [ 20 ] |

- 情報は2025年4月13日現在[21]

## 血統表
| オメガハートロックの血統        | オメガハートロックの血統                            | オメガハートロックの血統           | （血統表の出典）                   | （血統表の出典） |
| 父系                            | サンデーサイレンス系（ヘイロー系）                  | サンデーサイレンス系（ヘイロー系） | サンデーサイレンス系（ヘイロー系） | [ § 2 ]          |
| 父 ネオユニヴァース 2000 鹿毛   | 父の父サンデーサイレンス Sunday Silence 1986 青鹿毛 | Halo                               | Hail to Reason                     | Hail to Reason   |
| 父 ネオユニヴァース 2000 鹿毛   | 父の父サンデーサイレンス Sunday Silence 1986 青鹿毛 | Halo                               | Cosmah                             |                  |
| 父 ネオユニヴァース 2000 鹿毛   | 父の父サンデーサイレンス Sunday Silence 1986 青鹿毛 | Wishing Well                       | Understanding                      | Understanding    |
| 父 ネオユニヴァース 2000 鹿毛   | 父の父サンデーサイレンス Sunday Silence 1986 青鹿毛 | Wishing Well                       | Mountain Flower                    |                  |
| 父 ネオユニヴァース 2000 鹿毛   | 父の母*ポインテッドパス Pointed Path 1984 栗毛      | Kris                               | Sharpen Up                         | Sharpen Up       |
| 父 ネオユニヴァース 2000 鹿毛   | 父の母*ポインテッドパス Pointed Path 1984 栗毛      | Kris                               | Doubly Sure                        |                  |
| 父 ネオユニヴァース 2000 鹿毛   | 父の母*ポインテッドパス Pointed Path 1984 栗毛      | Silken Way                         | Shantung                           | Shantung         |
| 父 ネオユニヴァース 2000 鹿毛   | 父の母*ポインテッドパス Pointed Path 1984 栗毛      | Silken Way                         | Boulevard                          |                  |
| 母 オメガアイランド 2002 黒鹿毛 | 母の父*エルコンドルパサー 1995 黒鹿毛               | Kingmambo                          | Mr. Prospector                     | Mr. Prospector   |
| 母 オメガアイランド 2002 黒鹿毛 | 母の父*エルコンドルパサー 1995 黒鹿毛               | Kingmambo                          | Miesque                            |                  |
| 母 オメガアイランド 2002 黒鹿毛 | 母の父*エルコンドルパサー 1995 黒鹿毛               | *サドラーズギャル                  | Sadler's Wells                     | Sadler's Wells   |
| 母 オメガアイランド 2002 黒鹿毛 | 母の父*エルコンドルパサー 1995 黒鹿毛               | *サドラーズギャル                  | Glenveagh                          |                  |
| 母 オメガアイランド 2002 黒鹿毛 | 母の母アイリッシュダンス 1990 鹿毛                  | トニービン                         | *カンパラ                          | *カンパラ        |
| 母 オメガアイランド 2002 黒鹿毛 | 母の母アイリッシュダンス 1990 鹿毛                  | トニービン                         | Severn Bridge                      |                  |
| 母 オメガアイランド 2002 黒鹿毛 | 母の母アイリッシュダンス 1990 鹿毛                  | *ビユーパーダンス                  | Lyphard                            | Lyphard          |
| 母 オメガアイランド 2002 黒鹿毛 | 母の母アイリッシュダンス 1990 鹿毛                  | *ビユーパーダンス                  | My Bupers                          |                  |
| 母系(F-No.)                     | (FN:6-i)                                            | (FN:6-i)                           | (FN:6-i)                           | [ § 3 ]          |
| 5代内の近親交配                 | Northern Dancer 5×5=6.25%                           | Northern Dancer 5×5=6.25%          | Northern Dancer 5×5=6.25%          | [ § 4 ]          |
| 出典                            | 1. 2. 3. 4.                                         | 1. 2. 3. 4.                        | 1. 2. 3. 4.                        | 1. 2. 3. 4.      |